# Neleothymus pusillus
Neleothymus pusillus är en stekelart som beskrevs av Dasch 1979. Neleothymus pusillus ingår i släktet Neleothymus och familjen brokparasitsteklar. Inga underarter finns listade i Catalogue of Life.